# Tautobriga erythropus
Tautobriga erythropus là một loài bướm đêm trong họ Erebidae.